# مارسين هوفمان
مارسين هوفمان (بالبولندية: Marcin Hoffmann) هو كيميائي وباحث بولندي، ولد في 2 أكتوبر 1972 في Godziesze Wielkie ‏ في بولندا.